# 관통 (삼국지)
관통(管統, ? ~ ?)은 중국 후한 말 원담 휘하의 정치인이다. 청주 평원국 사람이다. 어려움 속에서도 원담에게 충성하였다.

## 생애
203년(건안 8년), 청주자사 원담 밑에서 동래태수를 맡고 있었다. 당시 원담은 아버지인 원소 사후 기주를 차지한 동생 원상과의 교전에서 패하였다. 평원국 탑음현(漯陰縣)에 있던 유순(劉詢)은 반란을 일으켰고 많은 성들이 호응하였다. 원담이 “주가 온통 배반하니 설마 나의 부덕이란 말인가!”라며 탄식하였다. 곁에 있던 별가(別駕) 왕수가 “동래태수 관통은 비록 바닷가 먼 곳에 있지만 절대 배반하지 않고 이리로 올 것입니다.”라고 말하였다. 10여 일 후, 과연 관통은 처자식까지 포기하고 원담에게 갔고, 처자식들은 살해당하였다. 원담이 낙안태수(樂安太守)에 임명하였다.
204년, 원담은 조조와 잠시 연합해 원상을 축출한 후 발해군 남피현(南皮縣)에서 조조와 결전하였다. 낙안에서 군량을 보급하던 왕수는 원담이 위급하단 소식에 달려갔다. 미처 이르기도 전에 원담은 패사하고 왕수는 항복하였다. 해를 넘긴 205년의 일이었다. 다른 성들도 투항했지만 관통만은 낙안을 끼고 복종하지 않았다. 조조는 왕수에게 낙안으로 돌아가 관통의 머리를 가져오라 하였다. 왕수는 관통을 망국의 충신이라 여겨 그 결박을 풀어주고 조조에게 호송하였다. 조조는 기뻐하며 관통을 사면하였다. 이후의 행적은 기록이 없어 알 수 없다.

## 삼국지연의
사서가 아닌 소설 《삼국지연의》에는 등장하지 않는다.

## 참고 문헌
- 《삼국지》11권 위서 제11 원장양국전왕병관전 왕수전